# Torrentispora crassiparietis
Torrentispora crassiparietis är en svampart som beskrevs av Fryar & K.D. Hyde 2004. Torrentispora crassiparietis ingår i släktet Torrentispora och familjen Annulatascaceae.   Inga underarter finns listade i Catalogue of Life.